# Basil Spiru
Basil Spiru (eigentlich Josef Hutschnecker; * 27. November 1898 in Luzan; † 15. September 1969 in Leipzig) war ein deutscher Historiker.

## Leben
Ab 1916 war er Soldat im österreichischen Heer. 1919 war er in der Roten Armee Ungarns. Nach der Emigration 1927 in die Sowjetunion war dort Abteilungsleiter der Kommunistischen Universität des Westens und bis 1934 im deutschen Sektor Unterrichtung von Geschichte und Journalistik. Ab 1955 war er Chefredakteur der Zeitschrift Sowjetliteratur. Er war von 1961 bis 1964 Professor für Geschichte der europäischen Volksdemokratien an der Universität Leipzig.

## Schriften (Auswahl)
- Freiheit die sie meinen .... Rumänien unter der eisernen Ferse der City und der Wallstreet (1918–1938). Berlin 1957, OCLC 1183805277.
- als Herausgeber mit Felix-Heinrich Gentzen: September 1939. Berlin 1959, OCLC 468901709.
- Giftmischer. Beiträge zur Entwicklungsgeschichte der zeitgenössischen bürgerlichen Journalistik. Berlin 1960, OCLC 591971411.
- als Herausgeber mit Petar Georgieff: Bulgariens Volk im Widerstand 1941–1944. Eine Dokumentation über den bewaffneten Kampf gegen den Faschismus. Berlin 1962, OCLC 641030200.